# ميكي سميث
ميكي سميث (بالإنجليزية: Mickey Smyth)‏ هو نقابي وسياسي أيرلندي، ولد في 27 أبريل 1921، وتوفي في 7 مايو 1981. حزبياً، نشط في حزب العمال (جمهورية أيرلندا).